# 景东龙胆
景东龙胆（学名：Gentiana jingdongensis）为龙胆科龙胆属的植物，为中国的特有植物。分布于中国大陆的云南等地，生长于海拔2,840米的地区，常生于山坡路旁，目前尚未由人工引种栽培。